# Xerophyllum asphodeloides
Xerophyllum asphodeloides är en nysrotsväxtart som först beskrevs av Carl von Linné, och fick sitt nu gällande namn av Thomas Nuttall. Xerophyllum asphodeloides ingår i släktet Xerophyllum och familjen nysrotsväxter. Inga underarter finns listade.